# Tamghas
Tamghas (nep. तम्घास, trl. Tamghās, trb. Tamghas) – gaun wikas samiti w zachodniej części Nepalu w strefie Lumbini w dystrykcie Gulmi. Według nepalskiego spisu powszechnego z 2001 roku liczył on 2620 gospodarstw domowych i 10680 mieszkańców (5236 kobiet i 5444 mężczyzn).